# Деи Гриджи, Джанджакомо

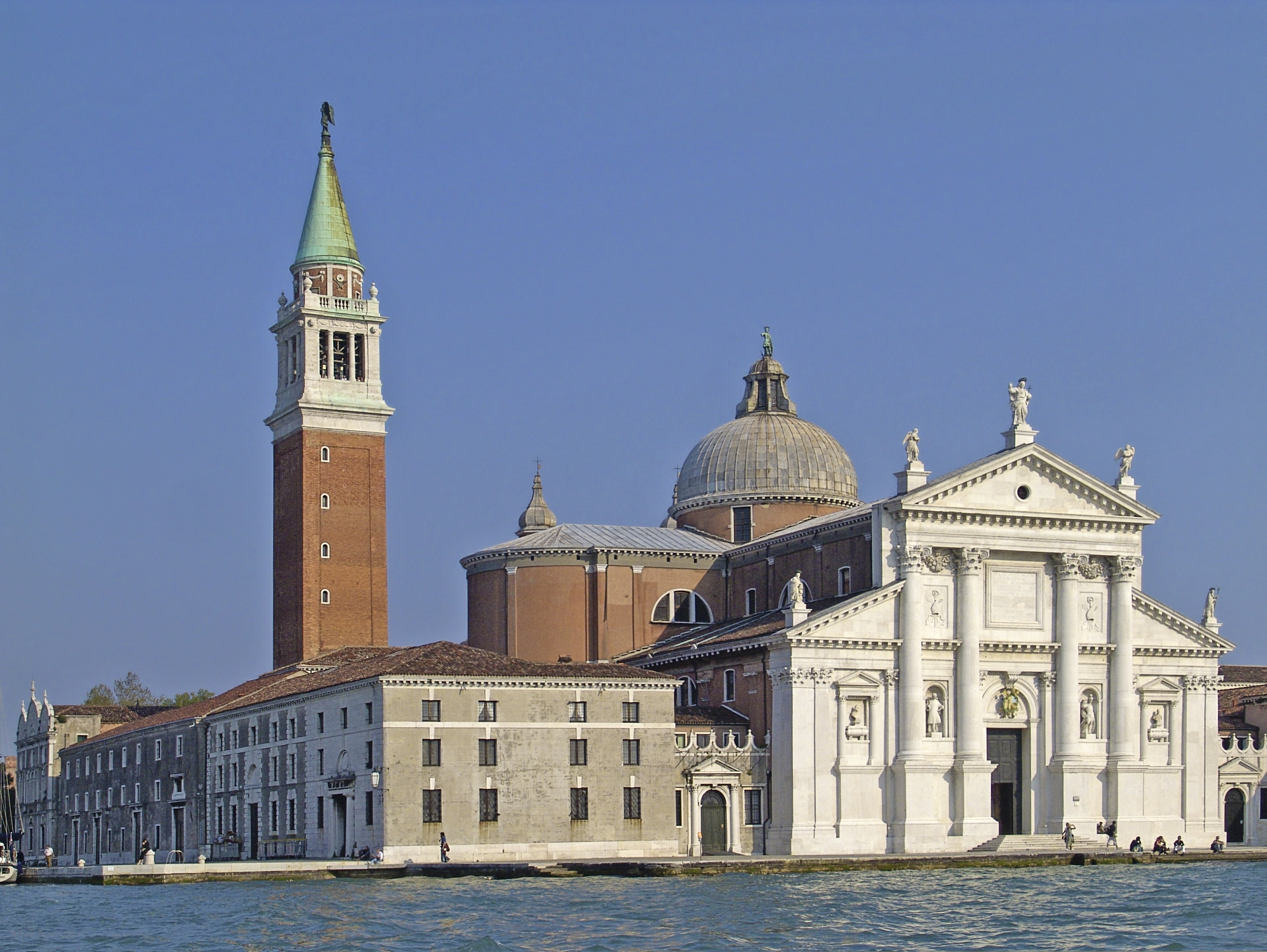
Собор Сан-Джорджо Маджоре

Джанджакомо деи Гриджи (итал. Giangiacomo dei Grigi, ? — 1572) — венецианский архитектор и скульптор. Работал в период 1540 —1575 годов. Происходил из Бергамо, Ломбардия, отсюда его прозвание «Бергамаско» (Bergamasco). Учился у своего отца Гульельмо Бергамаско (также известного как Гульельмо деи Гриджи; ок. 1485—1550), который был архитектором и скульптором в Венеции.
В период между 1558 и 1560 годами завершал декоративные элементы здания Скуолы Гранде ди Сан-Рокко. Деи Гриджи приписывают достройку Палаццо Гримани ди Сан-Лука на Гранд-канале.
В 1567—1568 работал с Андреа да Веккья и другими на строительстве Собора Сан-Джорджо Маджоре по проекту Андреа Палладио.